# Český modrý mák
Český modrý mák je skupina českých odrůd máku setého (Papaver somniferum) s nízkým obsahem morfinanových alkaloidů, vhodná pro potravinářské využití. Jako potravinu specifikuje český modrý mák v České republice chráněné zeměpisné označení (CHZO / PGI).

## Cechovní norma

### Mák celý – Modrý mák
Česká cechovní norma pro Modrý mák byla zapsána dne 5. prosince 2018 pod registračním číslem 2019-01-14-0415. Zpočátku byla norma zapsána pod názvem Český modrý mák. Od schválení CHZO Český modrý mák byla přejmenována na "Modrý mák".
Modrý mák je podle cechovní normy definován odrůdou máku setého modrosemenného (Papaver somniferum L.) s povoleným množstvím morfinanových alkaloidů na povrchu semene. Obsah alkaloidů může být nejvýše 20 mg/kg. Semena máku nesmí být ošetřena termostabilizací. Termostabilizují se semena technického máku, která nejsou určena pro potravinářské využití. 

### Mák mletý – Modrý mák
Česká cechovní norma pro Modrý mák mletý byla zapsána dne 15. září 2019 pod registračním číslem 2019-10-23-0455.
Modrý mák mletý může být vyroben pouze z (českého) modrého máku podle ČCN 2019-01-14-0415. U mletého máku je povolena termostabilizace s následným povinným označením na obale výrobku.

### Mák celý – Bělosemenný mák
Česká cechovní norma pro Bělosemenný mák byla zapsána dne 4. května 2022 pod registračním číslem 2021-10-07-0531.
Bělosemenný mák je podle cechovní normy definován odrůdou máku setého bělosemenného (Papaver somniferum L.) s povoleným množstvím morfinanových alkaloidů na povrchu semene. Obsah alkaloidů může být nejvýše 20 mg/kg. Semena máku, podobně jako u Máku modrého, nesmí být ošetřena termostabilizací. 

## Chráněné zeměpisné označení
V únoru (9. 2. 2021) bylo v Úředním věstníku EU zapsáno označení Český modrý mák jako chráněné zeměpisné označení (CHZO / PGI). Výpis z registru eAmbrosia.
Hlavním smyslem je rozlišit od sebe dva typy komodit, i když mají stejné jméno. Mák, který se pěstuje zejména v západní Evropě je mák technický. Cíleně se využívá pro farmaceutické účely a semeno se nesmí použít jako potravina. Naproti tomu Český modrý mák, specifikovaný českou cechovní normou, je zcela jiných kvalit. Je to ze své podstaty potravina, která má své místo nejen v ČR a na Slovensku, ale také v Bavorsku, Rakousku, Maďarsku a dalších státech, které spojuje slovanská historie. Název Český modrý mák tak nyní není možné v rámci EU použít, pokud skutečně nebude původem z ČR.
Loga CHZO jsou dostupná v jazycích členských států EU. Česká republika má zaregistrováno pouze 24 označení CHZO.

## Odrůdy
Z odrůd modrosemenného máku jsou povolené české odrůdy k pěstování Orfeus (2009), Orbis (2012), Aplaus (2014), Opex (2015), Onyx (2016) a Emanuel (2024). Z ozimých odrůd Olaf, Pingu a Sven (2023). Ze slovenského šlechtění vznikly odrůdy Gerlach (1990), Opal (1995), Bergam (1998), Maratón (2000), Malsar, Major (2002), MS Harlekýn (2018), MS Diamant, MS Topas, MS Zafir a Azurit (2021). V České republice se ještě pěstují ozimé modrosemenné máky původem z Rakouska Titan, Oz, dříve i Zeno Plus.

## Nutriční hodnota Českého modrého máku
Semena potravinářského máku se z výživového hlediska vyznačují zajímavou skladbou živin. Nejvíce zastoupenou složkou je tuk, který může tvořit až 47 % semene máku. Tuk obsažený v máku má z výživového hlediska velmi příznivé zastoupení mastných kyselin. Nasycené mastné kyseliny představují jen asi 11 %  všech přítomných mastných kyselin a nenasycených mastných kyselin připadá 85 %. Nejvíce zastoupenými mastnými kyselinami v makovém oleji jsou linolová (70 – 74 %) a olejová kyselina (13 – 18 %). Obsah α-linoleové kyseliny bývá kolem 1 %.
Mák je i zdrojem vitaminů (zejména vitaminu E) a minerálních látek (především vápníku, hořčíku, zinku a železa).
| min.látky | modrosemenný mák mg / 100 g | bělosemenný mák mg / 100 g |
| --------- | --------------------------- | -------------------------- |
| Ca        | 1500                        | 1480                       |
| Mg        | 380                         | 370                        |
| Zn        | 8,7                         | 11,9                       |
| K         | 830                         | 780                        |
| Fe        | 9,7                         | 10,6                       |
| P         | 1010                        | 1060                       |
| Na        | <10                         | <10                        |
| Cu        | 2,0                         | 2,6                        |
| Mn        | 8,4                         | 8,4                        |
| Cd        | 0,05                        | 0,02                       |

Mák je bohatý zéjmena na železo, zinek a vápník. Standardní dávce vápníku v 250 ml konzumního mléka odpovídá cca 40 g máku.
Energetická hodnota máku se uvádí 525 kcal, tj. 2200 kJ.